# Tuisto

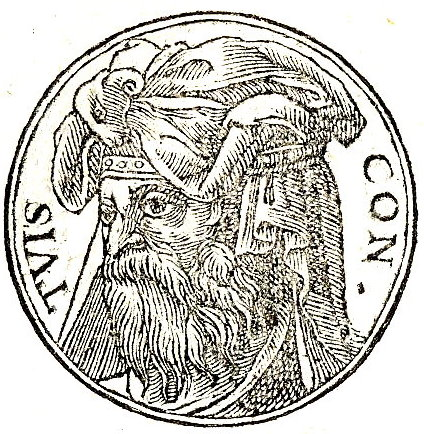
Tuisto jako Tuiscon na ilustraci k životopisné encyklopedii Promptuarii Iconum Insigniorum, cca 1553

Tuisto „dvojče“ je mytický prapředek Germánů, otec Manna „člověka“. Je zmiňován na počátku 2. století v díle Germania římského historika Publia Cornelia Tacita
Starobylými písněmi, které jsou jejich jediným prostředkem jak si připomenout minulost, oslavují germáni boha Tuistona, zrozeného ze země. Přisuzují mu syna Manna, praotce a zakladatele jejich národa, a Mannovi zas tři syny, podle nichž se nazývají Ingaevonové sídlící nejblíže k Oceánu, Hermionové ve vnitrozemí a Istaveoni, což jsou všichni ostatní. Někteří tvrdí, vždyť s dávnými časy lze nakládat libovolně, že bylo více božích synů a víc názvů kmenů – Marsové, Gambriviové, Suebové, Vandiliové, to prý jsou pravá starobylá jména.

Jméno Tuisto je spojována s výrazem pro číslo „dvě“ či překládáno jako „dvojče“ a připomíná tak jméno prvotního obra Ymiho v severské mytologii, které má snad význam „zdvojený“. Tato jména nejspíše odkazují na hermafroditismus prvotní bytosti, která sama sebou zplodila dalšíbytosti, v Tuistově případě člověka Manna, v případě Ymiho pár hrímthursů – jinovatkových obrů. Na rozdíl od Ymiho prezentovaného v negativním světle však byl Tuisto ctěn jako božstvo. Jaan Puhvel vykládá tři kmeny zrozené z Manna v duchu trojfunkční hypotézy jako tři stavy germánské společnosti. Taktéž považuje považuje vztah otec – syn mezi Tuistem a Mannem za druhotný, původně se mělo jednat o bratry, přičemž druhý zabil prvního a stvořil tak svět. Kromě Ymiho Tuistovo jméno souvisí nejspíše také s římským Remem, védským Jamou a avestánským Džamšídem.